# Apotropina exquisita
Apotropina exquisita är en tvåvingeart som först beskrevs av Malloch 1940.  Apotropina exquisita ingår i släktet Apotropina och familjen fritflugor. Inga underarter finns listade i Catalogue of Life.